# Barca Goatley

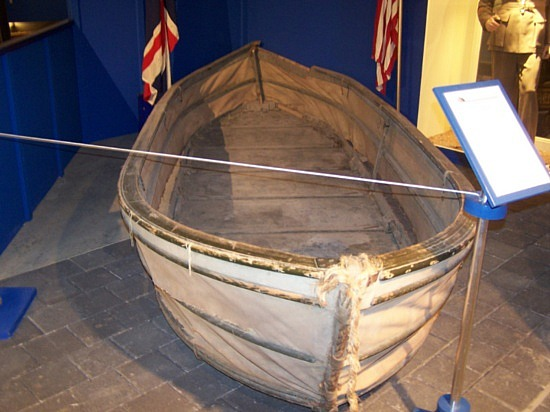
Una barca Goatley

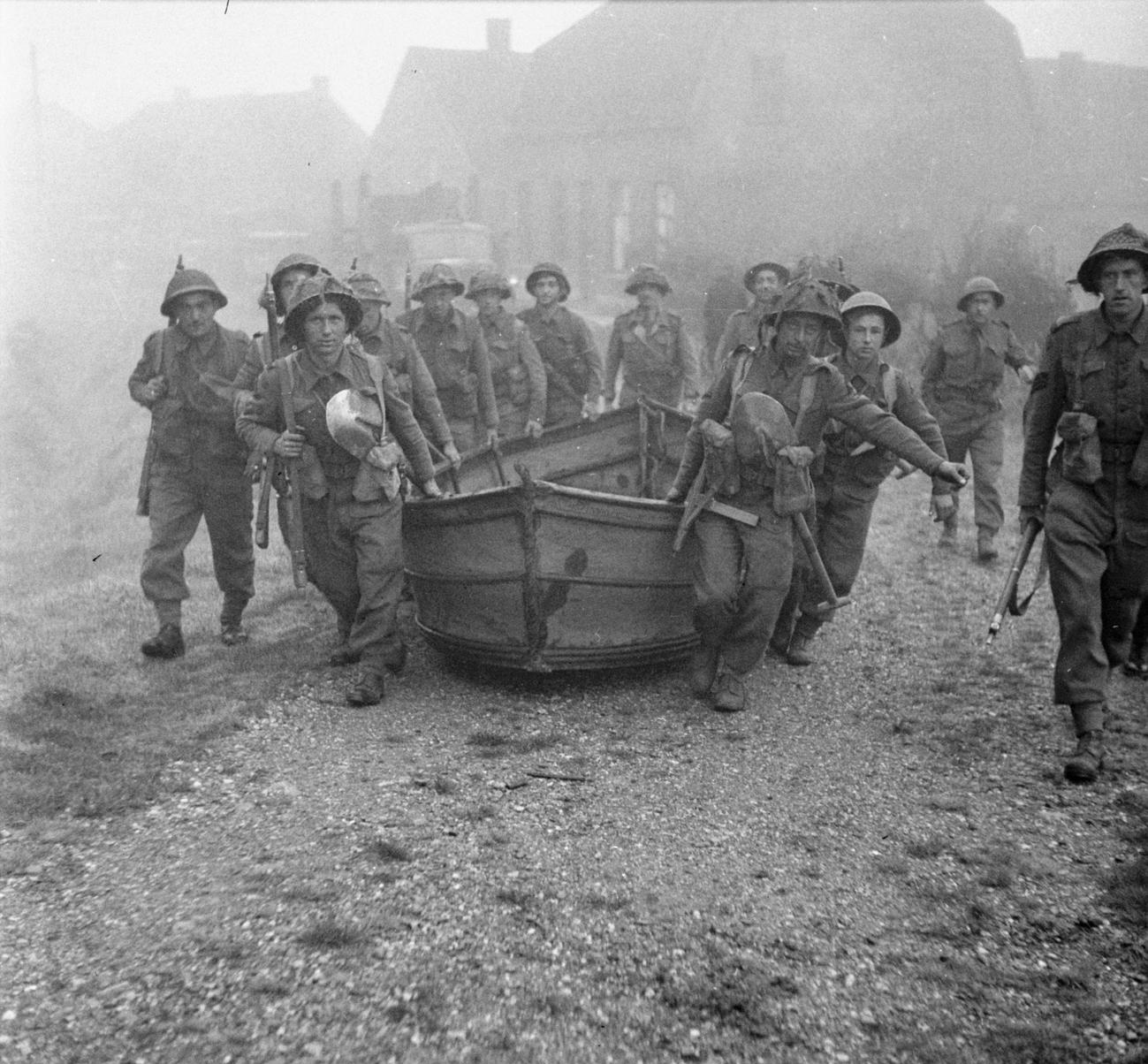
Soldats d'infanteria a punt de travessar l'Escalda amb una barca Goatley, 19 de setembre de 1944

La barca Goatley era una barca plegable feta per a ús militar. La barca tenia un cul de fusta i costats de lona i podia portar fins a deu homes, tot i que només pesava uns 150kg (300 lliures). El temps de muntatge estava estimat en dos minuts per dos homes.
La barca rebia el nom del seu dissenyador Fred Goatley of Saunders-Roe, i va ser emprada en moltes operacions de comando i d'altres operacions de les forces britàniques durant la Segona Guerra Mundial.
Aproximadament l'Oficina de Guerra va demanar 1.000 barques Goatley durant la Segona Guerra Mundial.